# Simen Hestnæs
Simen Hestnæs (ur. 4 marca 1974 w Oslo, w Norwegii), znany jako ICS Vortex lub Vortex – norweski muzyk, kompozytor, wokalista oraz instrumentalista, gitarzysta basowy i autor tekstów. Znany z występów w grupach muzycznych Lamented Souls, Borknagar, Dimmu Borgir czy Arcturus. Mąż norweskiej rysowniczki, Lise Myhre, z którą ma syna, Storma (ur. w 2007 roku).

## Życiorys
Najdłużej Vortex jest związany z doom metalowym zespołem Lamented Souls, którego członkiem jest od momentu jego powstania, tj. od 1991 roku, w którym pełni rolę gitarzysty, wokalisty i basisty, a w przeszłości również perkusisty.
W 1995 roku występował podczas koncertu z grupą Ved Buens Ende, który został zarejestrowany i wydany jako bootleg zatytułowany ...Coiled in Obscurity.

### Współpraca z Arcturus i Borknagar
W 1997 roku Hestnæs pojawił się gościnnie na albumie zespołu Arcturus La Masquerade Infernale. Można go usłyszeć w trzech utworach: "Master of Disguise", "The Chaos Path" (którego to utworu jest kompozytorem) i "Painting My Horror". Również w 1997, progresywno-folkowo-metalowy zespół Borknagar poszukiwał wokalisty, który zastąpiłby Garma. Garm przedstawił zespół Hestnæsowi, co zaowocowało jego współpracą z Borknagar w latach 1997–2000. Oprócz wokalu Vortex przejął obowiązki basisty podczas sesji nagraniowej płyty Quintessence. W sierpniu 2000 roku Hestnæs opuścił Borknagar, by w pełni skoncentrować się na występach z zespołem Dimmu Borgir. W tym czasie Borknagar miał występować w Europie wraz z grupą Mayhem. Lider i gitarzysta Borknagar, Øystein G. Brun postawił Hestnæsowi ultimatum: albo będzie koncertował z Borknagar, albo opuści zespół i powróci do Dimmu Borgir. Vortex wybrał drugą opcję, uzasadniając tę decyzję tym, że woli pracować w studiu nagraniowym niż występować na żywo, ponieważ jest to bardziej konstruktywne. Brun później sprostował, że ta decyzja to czysty "biznes" oraz że nigdy nie miał nic przeciwko Dimmu Borgir i życzy Hestnæsowi jak najlepiej; Hestnæs w odpowiedzi przyznał, że gdyby nie wspomniane ultimatum, prawdopodobnie nadal byłby członkiem Borknagar.

### Dimmu Borgir
Hestnæs na początku współpracował z zespołem podczas sesji nagraniowej albumu Spiritual Black Dimensions dodając nowy element wokalny: "czysty" i "operowy" śpiew. Hestnæs został również sesyjnym basistą gdy Nagash opuścił zespół, by skoncentrować się na własnym projekcie, The Kovenant. W 2009 roku muzyk zakończył współpracę z Dimmu Borgir.

### Arcturus - ciąg dalszy
W 2005 roku Hestnæs został nowym wokalistą Arcturus, w następstwie opuszczenia zespołu kolejno przez Garma w 2003 roku i wywodzącego się ze Spiral Architect Øyvinda Hægelanda w styczniu 2005 roku. Hægeland odszedł z zespołu z uwagi na utrudnioną współpracę spowodowaną dużą odległością dzielącą jego i pozostałych muzyków zespołu. We wrześniu 2005 roku zespół wydał czwarty pełnometrażowy album, zarazem pierwszy bez Garma jako wokalisty - Sideshow Symphonies, przyjęty z dużym entuzjazmem. W 2005 roku Hestnæs znalazł się w pierwszej dziesiątce najlepszych wokalistów 2005 roku, w sondażu zorganizowanym przez magazyn Terrorizer.
W kwietniu 2007 roku, podczas koncertu w Melbourne, Vortex ogłosił, że jest to ostatni koncert Arcturusa. 17 kwietnia 2007 r. zespół oficjalnie ogłosił zakończenie działalności. W 2011 roku grupa wznowiła działalność.

### ICS Vortex
W 2011 roku Vortex ogłosił, iż po nagraniu albumu Storm Seeker jego solowy projekt został przemianowany na zespół o stałym składzie koncertowym. Zespół ICS Vortex podpisał kontrakt z Century Media Records.

## Dyskografia
| - Storm Seeker (2011) - Demo (1995) - Essence of Wounds (2003) - The Origins of Misery (2004) - ...Coiled in Obscurity bootleg (2002) - The Archaic Course (1998) - Quintessence (2000) - Universal (2010) - Urd (2012) |  | - What Hell Is About (2006) - Spiritual Black Dimensions (1999) - Puritanical Euphoric Misanthropia (2001) - World Misanthropy (2002) - Death Cult Armageddon (2003) - Stormblåst MMV (2005) - In Sorte Diaboli (2007) - The Invaluable Darkness (2008) - La Masquerade Infernale (1997, gościnnie) - Sideshow Symphonies (2005) - Shipwrecked in Oslo (2006) |

## Filmografia
- Black Metal: The Music of Satan (2011, film dokumentalny, reżyseria: Bill Zebub)